# Comité central des houillères de France
Le Comité central des houillères de France (CCHF) est une organisation patronale française.

## Histoire
Le Comité central des Houillères de France est créé en 1887, sous l'impulsion de Henry Darcy, pour défendre les intérêts professionnels des compagnies houillères.
Il est dissout durant la Seconde Guerre mondiale en 1940 et remplacé par le Comité d'organisation des combustibles minéraux solides.

### Présidents
- 1888-1925 : Henry Darcy (1840-1926)
- 1925-1940 : Henri de Peyerimhoff de Fontenelle[1]